# Josef Anton Stranitzky
Josef Anton Stranitzky (né le 10 septembre 1676 en Styrie, probablement à Knittelfeld, et mort le 19 mai 1726 à Vienne) est un acteur, dramaturge et metteur en scène autrichien, créateur de Hans Wurst, personnage du théâtre populaire du Vieux Vienne.

## Biographie
Josef Anton Stranitzky est acteur et marionnettiste. Il rejoint une troupe itinérante en tournée à Munich en 1699. Il est aussi au cours de son itinérance marchand de vin et arracheur de dents.
En 1706, il s'installe au Nouveau Marché à Vienne, qui est alors quelques cabanes. En 1711, il est locataire au Theater am Kärntnertor qui vient d'ouvrir. Avec sa troupe de « comédiens teutons », il fait concurrence à la commedia dell'arte. Il développe le personnage comique de Hans Wurst, davantage bouffon dans le théâtre improvisé que les originaux de la commedia. Il parodie les opéras courtois qu'il a traduits des répertoires français et italien et y intègre ce personnage qui a un tel succès populaire qu'il est adopté par d'autres acteurs après Stranitzky et son héritier Gottfried Prehauser.
En 1938, une rue de Vienne Stranitzkygasse dans le quartier de Meidling lui rend hommage.

## Source, notes et références
- (de) Cet article est partiellement ou en totalité issu de l’article de Wikipédia en allemand intitulé « Josef Anton Stranitzky » (voir la liste des auteurs).

- Reinhard Urbach: Die Wiener Komödie und ihr Publikum. Stranitzky und die Folgen, Jugend & Volk, Wien, 1973  (ISBN 3-7141-6019-1).